# سیارک ۱۸۱۵۸
سیارک ۱۸۱۵۸ (به انگلیسی: 18158 Nigelreuel، نامگذاری:2000PM10) هجده هزار و صد و پنجاه و هشتمین سیارک کشف شده‌است که در ۱ اوت ۲۰۰۰ کشف شد.
قدر مطلق سیارک برابر ۱۲.۹ است.